# Trippafjöll
Trippafjöll är en bergstopp i republiken Island. Den ligger i regionen Suðurland, 100 km öster om huvudstaden Reykjavík. Toppen på Trippafjöll är 725 meter över havet, eller 107 meter över den omgivande terrängen. Bredden vid basen är 2,1 km.
Trakten runt Trippafjöll är nära nog obefolkad, med mindre än två invånare per kvadratkilometer. Det finns inga samhällen i närheten. Trakten runt Trippafjöll är ofruktbar med lite eller ingen växtlighet.